# Girls Like You
Singles de Maroon 5
Wait
(2018)
Singles par Cardi B
I Like It
(2018) Who Want the Smoke?
(2018)
Girls Like You est un single du groupe américain Maroon 5 sorti le 5 juin 2018, extrait de l'album Red Pill Blues. 
Deux versions de la chanson existent : la première, présente sur l'album, ne comprend pas de featuring, la seconde comprend une participation de la rappeuse américaine Cardi B.

## Pistes
| Girls Like You - Téléchargement | Girls Like You - Téléchargement    | Girls Like You - Téléchargement                                                     | Girls Like You - Téléchargement | Girls Like You - Téléchargement | Girls Like You - Téléchargement | Girls Like You - Téléchargement | Girls Like You - Téléchargement | Girls Like You - Téléchargement | Girls Like You - Téléchargement |
| No                              | Titre                              | Auteur                                                                              | Producteur(s)                   | Durée                           |                                 |                                 |                                 |                                 |                                 |
| ------------------------------- | ---------------------------------- | ----------------------------------------------------------------------------------- | ------------------------------- | ------------------------------- | ------------------------------- | ------------------------------- | ------------------------------- | ------------------------------- | ------------------------------- |
| 1.                              | Girls Like You (featuring Cardi B) | Adam Levine, Henry Walter, Jason Evigan, Brittany Talia Hazzard, Gian Michael Stone | Cirkut, Jason Evigan            | 3:55                            |                                 |                                 |                                 |                                 |                                 |
| 3:55                            |                                    |                                                                                     |                                 |                                 |                                 |                                 |                                 |                                 |                                 |

## Clip vidéo
Le clip, réalisé par David Dobkin, est dévoilé le 30 mai 2018. Il montre le chanteur du groupe, Adam Levine, seul au milieu d'une scène ronde devant un micro alors que l'on aperçoit les autres membres du groupe à l'extérieur de la scène. La caméra tourne autour du chanteur et, à chaque tour, une personnalité féminine (chanteuse, actrice, humoriste, sportive, politique) apparaît derrière lui, mimant les paroles ou dansant. Se succèdent ainsi: Camila Cabello, Phoebe Robinson (en), Aly Raisman, Sarah Silverman, Gal Gadot, Lilly Singh, Amani Al-Khatahtbeh (en), Trace Lysette, Tiffany Haddish, Angy Rivera, Franchesca Ramsey (en), Millie Bobby Brown, Ellen DeGeneres, Cardi B (qui apparaît seule pour le passage rap), Jennifer Lopez, Chloe Kim, Alex Morgan, Mary J. Blige, Beanie Feldstein, Jackie Fielder, Danica Patrick, Ilhan Omar, Elizabeth Banks, Ashley Graham, Rita Ora et Behati Prinsloo la femme d'Adam Levine qui tient dans ses bras leur fille Dusty Rose.
Devant le succès du clip sur Youtube, le groupe décide de poster une deuxième version avec plus de montage.

## Classements hebdomadaires
| Classement (2018)                       | Meilleure position |
| --------------------------------------- | ------------------ |
| Allemagne (Media Control AG)            | 9                  |
| Australie (ARIA)                        | 2                  |
| Autriche (Ö3 Austria Top 40)            | 8                  |
| Belgique (Flandre Ultratop 50 Singles)  | 5                  |
| Belgique (Wallonie Ultratop 50 Singles) | 2                  |
| Canada (Hot 100)                        | 1                  |
| Danemark (Tracklisten)                  | 9                  |
| Écosse (OCC)                            | 4                  |
| Espagne (PROMUSICAE)                    | 23                 |
| États-Unis (Hot 100)                    | 1                  |
| États-Unis (Pop Airplay)                | 1                  |
| États-Unis (Adult Pop Songs)            | 1                  |
| États-Unis (Adult Contemporary)         | 1                  |
| Finlande (Suomen virallinen lista)      | 16                 |
| France (SNEP)                           | 7                  |
| France (SNEP Téléchargements)           | 1                  |
| Irlande (IRMA)                          | 5                  |
| Italie (FIMI)                           | 5                  |
| Norvège (VG-lista)                      | 9                  |
| Nouvelle-Zélande (RMNZ)                 | 1                  |
| Pays-Bas (Single Top 100)               | 18                 |
| Portugal (AFP)                          | 4                  |
| Royaume-Uni (UK Singles Chart)          | 7                  |
| Suède (Sverigetopplistan)               | 14                 |
| Suisse (Schweizer Hitparade)            | 4                  |